# José Antonio Fernández de Rota y Monter
José Antonio Fernández de Rota y Monter (Madrid, 1940 - 6 de agosto de 2010) fue un catedrático de Antropología Social de la Universidad de La Coruña, de cuya Facultad de Humanidades fue el primer Decano.

## Biografía
En 1982 defendió su tesis doctoral en la Universidad de Santiago de Compostela titulada Jerarquía, espacio y sociedad en tierras de Monfero: El antiguo sistema, que fue dirigida por el antropólogo Carmelo Lisón Tolosana. 
Como investigador, realizó su trabajo de campo principalmente en la región de Galicia, estudios y análisis que aparecieron en sus primeras publicaciones, algunas escritas junto a su esposa Mª Pilar Irimia Fernández. 
Además de su labor docente, fue uno de los impulsores de la Facultad de Humanidades de la Universidad de La Coruña (Campus de Esteiro), donde fue decano de la misma.
Perteneció a varios colectivos científicos. En este sentido, fue nombrado académico correspondiente de la Real Academia de Ciencias Morales y Políticas, así como miembro del Comité Científico del Instituto Internacional transcultural para el estudio recíproco de las civilizaciones (París) y de la Comisión de Antropología del Consello da Cultura Galega.
José Antonio Fernández de Rota falleció el 6 de agosto de 2010 tras una «breve e insuperable enfermedad». Su personalidad y trabajo académico fue reconocidos por universidades, investigadores y antropólogos en varios simposios y publicaciones. La Editorial Akal publicó de manera póstuma Una etnografía de los antropólogos en EE.UU. Consecuencias de los debates posmodernos (2012), que recoge el extenso trabajo de campo desarrollado por Fernández de Rota en 39 departamentos norteamericanos, donde convirtió en objeto de estudio a antropólogos como Clifford Geertz, Marshall Sahlins, Eric Wolf o Marvin Harris, entre otros. 

## Publicaciones

### Libros
- – (1984). Antropología de un viejo paisaje gallego. Madrid: Centro de Investigaciones Sociológicas, Siglo XXI. ISBN 978-8474760781
- – (1987). Gallegos ante un espejo: imaginación antropológica en la historia. A Coruña: Ediciós do Castro. ISBN 978-8474923483
- – Irimia Fernández, Mª P., (1998). Los protagonistas de la economía básica. La vanguardia ganadera y la casa en el este de la provincia de A Coruña. A Coruña: Diputación Provincial de A Coruña. ISBN 978-8489652811
- – González Reboredo, X. M.; Fidalgo Santamaría, X. A., (coords). (1993). Lindeiros da galeguidade II: Simposio de Antropoloxía: Verín, Chaves e Lubián, 11-12-13 de xullo de 1991. A Coruña: Consello da Cultura Galega, 1993. ISBN: 9788487172823
- – (coord.), (1996). Las diferentes caras de España: perspectivas de antropólogos extranjeros y españoles. La Coruña: Universidad de La Coruña. ISBN: 9788489694033
- – (coord.), (1999). Antropología de la transmisión hereditaria. Simposio Internacional Antropología y Herencia. La Coruña: Universidad de La Coruña. ISBN: 978-84-95322-25-8
- – Irimia Fernández, Mª P., (2000). Betanzos frente a su historia: sociedad y patrimonio. Santiago: Fundación Caixa Galicia. ISBN 9788495491206
- – (coord.), (2002). En el camino: cultura y patrimonio. Ferrol: Junta de Galicia-Universidad de La Coruña-Ministerio  de  Educación  y  Ciencia. ISBN 978-84-9749-031-3
- – (coord.), (2002). Integración social y cultural. La Coruña: Universidad de La Coruña. ISBN: 84-9749-048-7
- – (coord.), (2002). En el camino: cultura y patrimonio. La Coruña: Universidad de La Coruña. ISBN: 978-8497490313
- – (2005). Nacionalismo, cultura y tradición. Barcelona: Anthropos. ISBN 9788476587270
- – (coord.), (2008). Ciudad e historia: la temporalidad de un espacio construido y vivido. Madrid: Akal. ISBN: 978-8446028833
- – (2012). Una etnografía de los antropólogos en EE.UU. Consecuencias de los debates posmodernos. Madrid: Ediciones Akal. ISBN 978-8446035152

### Artículos en revistas
- – Irimia Fernández, Mª P., (1976). Envidia y mal de ojo en la cultura gallega: sus implicaciones sociales. En Ethnica: revista de antropología, n.º 12, pp. 23-40.
- – (1982). Jerarquía y reproducción doméstica en un viejo escenario rural gallego. En Cuadernos de estudios gallegos, n.º 98, pp. 611-623.
- – (1983). Bases teóricas de una perspectiva antropológica. En Cuadernos de estudios gallegos, n.º 99, pp. 291-309.
- – (1983). Historia popular y creación antropológica. En REIS: Revista Española de Investigaciones Sociológicas, n.º 23, pp. 127-140.
- – (1983). El trabajo de la mujer en un municipio rural gallego. En Revista de Estudios Agrosociales, n.º 124, pp. 65-84.
- – (1985). Releyendo "Una parroquia galega" de Vicente Risco. En Cuadernos de estudios gallegos, n.º 100, 1984-1985, pp. 585-593.
- – Irimia Fernández, Mª P., (1987). Identidad y lenguaje: Una experiencia educativa para hijos de emigrantes españoles en Bruselas. En Cuadernos de estudios gallegos, n.º 102, pp. 241-278.
- – (1988). Antropología Social y Semántica. En Cuadernos de realidades sociales, n.º 31-32, pp. 55-108.
- – (1989). Carta abierta para el homenaje a Julian Pitt-Rivers. En Folk-lore andaluz, n.º 3, pp. 246-247.
- – (1990). Antropología del Arte y arte antropológico. En Anales de la Fundación Joaquín Costa, n.º 7, pp. 55-62.
- – (1991). Identidad y recreación histórica en Galicia. En Revista de antropología social, n.º 0, (Ejemplar dedicado a: Antropología de los pueblos del Norte de la Península), pp. 205-216.
- – (1992). La antropología gallega a debate. En Anales de la Fundación Joaquín Costa, n.º 9, pp. 123-146.
- – (1994). Límite y cultura: el contenido de una forma. En Revista de antropología social, n.º 3, (Ejemplar dedicado a: Antropología de la Frontera), pp. 63-74.
- – (1995). Humanidades: Humanidades. En Eduga: revista galega do ensino, n.º 7, pp. 301-304.
- – (1996). La cultura de la permanencia en la era de la fugacidad. En Revista de antropología social,  n.º 5. Ejemplar dedicado a: Antropología e Historia, pp. 115-124.
- – Irimia Fernández, Mª P., (1997). Realidades antropológicas en distintos contextos: reflexiones sobre el tema de la salud mental. En Cultura de los cuidados: Revista de Enfermería y Humanidades, n.º 1, pp. 49-53.
- – (1998). "Sorteo dos santos": imaginación y metacomentario social. En Cátedra. Revista eumesa de estudios, n.º 5, pp. 65-75.
- – (2000). Del objetivo etnográfico como vida a la vida como espectáculo. En Anales de la Fundación Joaquín Costa, n.º 17, pp. 205-216.
- – (2000). Imaginación en la tradición: Betanzos. En Anales de la Real Academia de Ciencias Morales y Políticas, n.º 77, pp. 207-226.
- – (2001). Metodología etnográfica de la historia urbana. En Revista de Antropología Social, n.º 10, pp. 17-28.
- – (2004). Literatura, etnografía, interpretación, realismo: la condesa de Pardo Bazán. En Garoza: revista de la Sociedad Española de Estudios Literarios de Cultura Popular, n.º 4.
- – (2005). Flor de Santidad como historia de historias. En Garoza: revista de la Sociedad Española de Estudios Literarios de Cultura Popular, n.º 4.
- – (2005). Evocación antropológica de la novelística de la Condesa de Pardo Bazán. En Revista de dialectología y tradiciones populares, Tomo 60, pp. 123-140.
- – (2012). Galicia, el agua y la transparencia simbólica. En Revista Anthropos: Huellas del conocimiento, n.º 12 (Ejemplar dedicado a: Carmelo Lisón Tolosana. Una antropología, legado de una voluntad política indagadora), pp. 53-56.